# Götene (comune)
Götene è un comune svedese di 13 243 abitanti, situato nella contea di Västra Götaland. Il suo capoluogo è la cittadina omonima.

## Località
Nel territorio comunale sono comprese le seguenti aree urbane (tätort):
- Götene
- Källby
- Lundsbrunn
- Hällekis

## Amministrazione

### Gemellaggi
- Pasvalys